# Mary Brandon, Nam tước phu nhân Monteagle
Mary Brandon, Nam tước phu nhân Monteagle (2 tháng 6 năm 1510 – khoảng năm 1540/1544) là một nữ quý tộc người Anh, con gái của Charles Brandon, Công tước thứ 1 xứ Suffolk, với người vợ thứ hai là Anne Browne. Mary là vợ của Thomas Stanley, Nam tước Monteagle thứ 2.